# Руденко, Лариса Архиповна
Лари́са Архи́повна Руде́нко (укр. Лариса Архипівна Руденко; 1918—1981) — советская, украинская оперная певица (меццо-сопрано), педагог. Народная артистка СССР (1960).

## Биография
Лариса Руденко родилась 15 (28) января 1918 года в Дмитриевске (ныне Макеевка, Донецкая область, Украина).
В 1940 году окончила Киевскую консерваторию (ныне Национальная музыкальная академия Украины имени П. И. Чайковского) (класс Е. А. Муравьёвой).
В 1939—1970 годах — солистка Киевского театра оперы и балета им. Т. Шевченко.
Выступала как концертная певица.
Гастролировала за рубежом (Норвегия, Албания, Польша, Куба, Швеция, Румыния, Югославия и др.).
В 1951—1953 и 1965—1981 годах — преподаватель Киевской консерватории (с 1978 — профессор), одновременно, в 1966—1970 годах — заведующая кафедры музыкального воспитания Киевского института театрального искусства им. И. К. Карпенко-Карого (ныне Киевский национальный университет театра, кино и телевидения имени И. К. Карпенко-Карого).
Депутат Верховного Совета Украинской ССР 6-го созыва.
Лариса Руденко умерла в Киеве 19 января 1981 года. Похоронена на Байковом кладбище.

### Семья
- Муж — Игорь Иванович Ищенко (1916—2000), украинский ученый в области механики.
- Дочь — Виктория Ильинична Руденко (р. 1942), юрист.
- Внук — Андрей Бесчастный (р. 1962), оперный певец, актёр театра и кино, режиссёр.
- Внук — Олег Бесчастный (1968—2011), спортсмен, призёр чемпионатов мира по каратэ.

## Звания и награды
- Лауреат 1-го Всесоюзного конкурса вокалистов (4-я премия, 1939)
- Народная артистка Украинской ССР
- Народная артистка СССР (1960)
- Орден Трудового Красного Знамени (1951)[2]
- Медали.

## Оперные партии
- 1947 — «Честь» Г. Л. Жуковского — Олеся
- 1947 — «Молодая гвардия» Ю. С. Мейтуса) — Уля Громова
- 1951 — «Богдан Хмельницкий» К. Ф. Данькевича — Соломия
- 1960 — «Назар Стодоля» К. Ф. Данькевича — Стеха
- 1960 — «Первая весна» Г. Л. Жуковского — Варька
- 1960 — «Арсенал» Г. И. Майбороды — Мать
- 1964 — «Тарас Шевченко» Г. И. Майбороды — Ярына
- «Аида» Дж. Верди — Амнерис
- «Кармен» Ж. Бизе — Кармен
- «Царская невеста» Н. А. Римского-Корсакова — Любаша
- «Тарас Бульба» Н. В. Лысенко — Настя
- «Борис Годунов» М. П. Мусоргского — Марина Мнишек
- «Бал-маскарад» Дж. Верди — Ульрика
- «Фра-Дьяволо» Д. Обер — Памела
- «Рождественская ночь» Н. В. Лысенко — Солоха
- «Пиковая дама» П. И. Чайковского — Графиня и Полина
- «Князь Игорь» А. П. Бородина — Кончаковна[3].

## Фильмография
- 1952 — Концерт мастеров украинского искусства (фильм-концерт) — отрывки из оперы «Тарас Бульба» и оперы «Молодая гвардия»
- 1963 — «Наймичка» (фильм-опера) — Настя

## Память
- В 1985 году, в Киеве, на доме по Пушкинской улице, 1-3/5, где с 1956 по 1981 год жила певица, установлена бронзовая мемориальная доска (барельеф; скульптор Н. М. Дерегус, архитектор Т. Довженко).
- В 1993 году, в Киеве в честь певицы названа улица.